# Луиза фон Пфалц-Биркенфелд-Бишвайлер
Луиза фон Пфалц-Биркенфелд-Бишвайлер (на немски: Luise von Pfalz-Birkenfled-Bichwiller; Luise von Wittelsbach; * 28 октомври 1678, Раполтщайн, Елзас; † 3 май 1753, Аролзен, Хесен) от странична линия Пфалц-Биркенфелд-Бишвайлер на Вителсбахите в Пфалц, е пфалцграфиня от Пфалц-Биркенфелд и чрез женитба графиня (1700 – 1714) и от 1712 до 1728 г. княгиня на Валдек и Пирмонт.

## Произход
Тя е най-малката дъщеря на херцог и пфалцграф Кристиан II фон Пфалц-Цвайбрюкен-Биркенфелд (1637 – 1717) и съпругата му графиня Катарина Агата фон Раполтщайн (1648 – 1683), дъщеря на граф Йохан Якоб фон Раполтщайн († 1673) и съпругата му вилд- и рейнграфиня Анна Клаудина фон Кирбург († 1673). Сестра е на пфалцграф и херцог Кристиан III (1674 – 1735) и Магдалена Клаудия (1668 – 1704), омъжена 1689 г. за граф Филип Райнхард фон Ханау-Мюнценберг (1664 – 1712).

## Фамилия
Луиза се омъжва на 18 (21) октомври 1700 г. в Ханау за княз Фридрих Антон Улрих фон Валдек-Пирмонт (1676 – 1728). Те имат 11 деца:
- Кристиан Филип (1701 – 1728), княз на Валдек
- Фридерика Магдалена (1702 – 1713)
- Хенриета (* 17 октомври 1703, Аролзен; † 29 август 1785, Аролзен), абатиса в манастир Шаакен
- Карл Август Фридрих (1704 – 1763), княз на Валдек и Пирмонт, женен на 19 август 1741 г. в Цвайбрюкен за пфалцграфиня Христиана Хенриета фон Пфалц-Цвайбрюкен (1725 – 1816), дъщеря на Кристиан III фон Цвайбрюкен
- Ернестина Луиза (1705 – 1782), омъжена на 30 март 1737 г. в Аролзен за пфалцграф Фридрих Бернхард фон Биркенфелд-Гелнхаузен (1697 – 1739), син на Йохан Карл
- Лудвиг Франц Антон (1707 – 1739), принц на Валдек
- Йохан Вилхелм (1708 – 1713)
- София Вилхелмина Елизабет (1711 – 1775), омъжена на 12 април 1747 г. във Вернигероде за Фридрих Август фон Фогелзанг (1710 – 1785)
- Франциска Кристиана Ернестина (1712 – 1782)
- Луиза Албертина Фридерика (* 17 юни 1714; † 17 март 1794), абатиса в манастир Шаакен
- Йозеф (1715 – 1719)